# Амайя Амадор, Рамон
Рамон Амайа Амадор (исп. Ramón Amaya Amador; 29 апреля 1916, Оланчито, департамент Йоро — 24 ноября 1966, Братислава, ЧССР) — гондурасский прозаик, журналист, политик, член Компартии Гондураса. Спустя 25 лет после его гибели в авиакатастрофе его литературное наследие было объявлено национальным культурным достоянием.

## Биография
Образование получил в Ла-Сейба. Незаконорожденный сын священника, воспитывался матерью-одиночкой. Работал на банановых плантациях на северном побережье Гондураса. Также был учителем начальной школы.
Дебютировал как прозаик в 1939 году — работая на плантациях, он написал свой первый роман под названием «Ночь крестьянина Хуана Бласа», отредактированный и опубликованный журналом ANC. С 1941 года занимался журналистикой работая в газете El Atlántico. В октябре 1943 года основал в Оланчито еженедельный журнал Alerta.
Будучи одним из лидеров гондурасских коммунистов, в 1944 году, скрываясь от политических преследований, переехал по приглашению своей землячки Паки Навас в Гватемалу, где сотрудничал с газетой Nuestro Diario, активно поддерживал левое правительство гватемальских революционеров Хакобо Арбенса. Около 10 лет работал в гватемальской «Центральноамериканской газете» (Diario de Centro América), El Popular Progresista и Medioía.
Лучшим романом писателя, написанным в этот период времени, является «Prisión verde» (Зеленая тюрьма), который в течение многих лет был запрещён в Гондурасе. В нём он описал жизнь на принадлежащих United Fruit Company банановых плантациях северного Гондураса и проведённой там рабочей забастовке.
После свержения в ходе переворота в июне 1954 года правительства Арбенса, Амадор скрылся в аргентинском посольстве, а затем получил политическое убежище в Аргентине, где работал в Sarmiento, популярной образовательной газете и издательском доме. Осев в Кордове, в он женился на аргентинке Регине Арминде Фунес, с которой в мае 1957 года вернулся в Гондурас.
Стал работать в El Cronista (Хроника), основал журнал Vistazo в Тегусигальпе.
Под давлением властей вскоре вновь покинул Гондурас со своей семьей и двумя маленькими детьми и переехал в Прагу, где работал в журнале «Проблемы мира и социализма».
Роман «Красный отряд» (Destacamento Rojo, 1962) представляет широкую панораму событий 1954-1957 годов от правления Гальвеса до прихода к власти Рамона Вильеды Моралеса, включая крупную банановую стачку 1954 года (которая принесла плоды с созданием Трудового кодекса Гондураса 1959 года) и вторжение Кастильо Армаса с территории страны в Гватемалу. Гондурасское правительство конфисковало тысячи экземпляров книги после публикации. 
Погиб в авиакатастрофе в 1966 году в Братиславе. 14-20 ноября 1966 года представлял Коммунистическую партию Гондураса на IX съезде Болгарской коммунистической партии в Софии, а 24 ноября вылетел рейсом ТАБСО LZ101 обратно в Прагу через Будапешт, однако маршрут был изменен из-за плохой погоды с вынужденной посадкой в Братиславе. Через несколько минут после повторного взлета самолёт Ил-18 потерпел крушение, в результате чего погибли 74 пассажира и 8 членов экипажа. Вместе с Рамоном Амайей Амадором в аварии погибли несколько его коллег: бразилец Педро Мотта Лима, аргентинец Альберто Феррари и японец Сигхо Кадзито.
В сентябре 1977 года его останки были возвращены в столицу Гондураса — Тегусигальпу. Исторический роман в пяти томах Morazaneida о жизни героя Центральной Америки Франсиско Морасана, написанный Амайей Амадором в 1966 году, был наконец опубликован только в 2012 году. 

## Избранные произведения
Его литературное наследие включает более тридцати произведений, включая романы, рассказы, эссе, поэзию и пьесы. Некоторые из них были переведены на немецкий, чешский, китайский, русский и английский языки.
- Prisión Verde (1945)
- Amanecer (1947)
- El indio Sánchez (1948)
- Bajo el signo de la Paz (1952)
- Constructores (1958)
- El señor de la sierra (1957)
- Los brujos de Ilamatepeque (1958)
- Biografía de un machete (1959)
- Destacamento Rojo (1960)
- El camino de mayo (1963)
- Cipotes (1963)
- Con la misma herradura (1963)
- Jacinta Peralta (1964)
- Operación gorila (1965)
- Los rebeldes de la villa de San Miguel (1966)